# Jurnalele vampirilor
Jurnalele vampirilor (în engleză The Vampire Diaries) este un serial american de televiziune pentru adolescenți, creat și dezvoltat de Kevin Williamson și Julie Plec, bazat pe romanele omonime ale scriitoarei L.J. Smith. Serialul urmărește viața Elenei Gilbert (Nina Dobrev), care se îndrăgostește de vampirul Stefan Salvatore (Paul Wesley). Curând fratele mai mare a lui Stefan, Damon (Ian Somerhalder), intervine în viața celor doi, îndrăgostindu-se de Elena.

## Istoric
Serialul a avut premiera pe postul de televiziune CW în septembrie 2009, și a fost încheiat în martie 2017.
Acțiunea are loc în Mystic Falls, un orășel din Virginia plin de mituri și legende despre ființe supranaturale, încă de la colonizarea sa de la mijlocul secolului al XVII-lea, de imigranți din New England. Lucrurile gravitează în jurul triunghiului amoros format de Elena, Stefan și Damon, toți având un trecut misterios. În plan paralel se desfășoară acțiunea ce vizează istoria orașului, în care este implicată Elena, ea fiind dublura lui Katherine, care vrea să se răzbune pe locuitorii orașului, dar și pe Elena, Stefan și Damon.
Episodul-pilot a avut cea mai mare audiență, devansând orice alt serial difuzat pe CW, încă de când acest post s-a lansat în 2006. Audiența episodului-pilot a fost una record, circa 3,6 milioane de telespectatori, serialul primind numai recenzii favorabile.
Serialul a fost nominalizat la diferite premii, câștigând The People’s Choice Award și Teen Choice Award. Pe data de 26 aprilie 2011, conducerea postului CW a reînnoit contractul pentru sezonul al III-lea, care a debutat în America pe 15 septembrie 2011. Sezonul al IV-lea a debutat la 11 octombrie 2012, iar sfârșitul sezonului a avut loc la 16 mai 2013. La 11 februarie 2013, The CW a prelungit serialul pentru al V-lea sezon care a început în toamna anului 2013.

## Povestea
Serialul urmărește viața Elenei Gilbert (Nina Dobrev), o liceană de 17 ani, care se îndrăgostește de vampirul Stefan Salvatore (Paul Wesley), el având 162 de ani. Relația lor se complică din momentul în care își face apariția vampirul Damon Salvatore, fratele lui Stefan, acesta revenit în Mystic Falls pentru răzbunare. Amândoi se îndrăgostesc de Elena, pentru că ea reprezintă pentru ei dragostea pierdută, Katherine Pierce. Elena dezvoltă o relație frumoasă de prietenie cu Damon, cu urcușuri și coborâșuri, ajungând chiar să se iubească reciproc, o relație care ilustrează drumul iubirii adevărate, drum presărat cu obstacole puternice, dar insuficiente și insignifiante în balanță cu dragostea lor.
E dezvăluit faptul că Elena este descendenta directă a Katherinei, revenită în Mystic Falls pentru a-și duce la final planul de a se răzbuna pe cei trei.
Alte povești se petrec în paralel, în jurul altor locuitori ai orașului, cum ar fi fratele mai mic al Elenei, care mai târziu se dovedește a fi vărul biologic al acesteia, Jeremy Gilbert, interpretat de Steve R. McQueen, cea mai bună prietenă a Elenei, vrăjitoarea Bonnie Bennett, interpretată de Katerina Graham, Caroline Forbes (Candice Accola), o altă prietenă a celor două, care ulterior devine vampir. Alături de aceste personaje din film mai apar Matt Donovan, interpretat de Zach Roerig, fostul iubit al Elenei, și unul dintre descendenții familiei fondatoare a orașului, Tyler Lockwood care devine vârcolac, interpretat de Michael Trevino. Cei care conduc orașul sunt descendenții familiilor fondatoare, Salvatore, Gilbert, Fell, Forbes și Lockwood. Consiliul se numește Founders Council- Consiliul Membrilor Fondatori. Aceștia păzesc orașul de ființe supranaturale, cum ar fi vampirii, vârcolacii, fantomele, vrăjitoarele și hibrizii (care sunt niște creaturi jumătate vampir, jumătate vârcolac).

## Distribuție
Chiar dacă serialul e bazat pe romanele omonime ale lui L. J. Smith, multe dintre personaje au fost schimbate, la fel și acțiunea e adaptată.
Nina Dobrev o interpretează pe Elena Gilbert, eroina serialului și a cărții, dar și pe Katherine Pierce sau Katerina Petrova, principalul personaj negativ.
Paul Wesley îl interpretează pe vampirul Stefan Salvatore, un vampir care încă și-a păstrat calitățile umane, și ar face ori ce să o salveze pe Elena, este exact opusul fratelui său Damon Salvatore, interpretat de Ian Somerhalder, anti-eroul, mai apoi devenind erou în evoluție, pentru că își redescoperă latură umană, când colaborează cu Elena pentru a îl întoarce pe Stefan de partea binelui.
Alte personaje ca Steven R. McQueen, interpretul lui Jeremy Gilbert, fratele Elenei, care mai apoi se dovedește a fi vărul biologic al acesteia. În primul sezon acesta consuma droguri. El se oprește după ce Vicki moare. Mai târziu în sezonul unu, acesta se îndrăgostește de Annabelle. Ea este mai târziu omorâtă, la sfârșitul sezonului unu.
Sara Canning o interpretează pe Jenna Sommers, o tânără rebelă, mătușa celor doi, care după moartea surorii și a cumnatului ei, le devine tutorele legal. În sezonul 2, Jenna e transformată în vampir pentru a fi folosită la ruperea blestemului lui Klaus, fiind omorâtă.
Interpreta lui Bonnie Bennett, Katerina Graham, este prietena cea mai bună a Elenei, de asemenea Bonnie este și vrăjitoare.
Candice Accola o interpretează pe răsfățata Caroline Forbes, o fată superficială și impulsivă, uneori și rivala Elenei, care în sezonul 2 devine vampir, acest lucru schimbându-i comportamentul și mentalitatea, devenind mai matură și mai responsabilă.
Zach Roerig interpretează rolul lui Matt Donovan, prietenul Elenei din copilărie, dar și fostul iubit, care mai apoi devine iubitul lui Caroline Forbes. Acesta lucrează ca barman la barul orașului, la Mystic Grill.
Michael Trevino interpretează rolul lui Tyler Lockwood, fiul primarului din Mystic Falls. Este prietenul cel mai bun al lui Matt, dar rivalul lui Jeremy. În al doilea și al treilea sezon, acesta se împrietenește cu Jeremy.
Kayla Ewell interpretează rolul lui Vicki Donovan, sora lui Matt, o fată petrecăreață, iubita lui Tyler, iar apoi a lui Jeremy. Rolul acesteia s-a terminat în episodul 7 al sezonului 1, după ce a fost transformată în vampir de Damon Salvatore și ucisă de Stefan. Aceasta apare, din nou în sezonul 3, în episodul 7; Ghost World, alături de fosta iubită a lui Jeremy, Annabelle.
Matt Davis s-a alăturat distribuției interpretându-l pe Alaric Saltzman, profesorul de istorie și vânătorul de vampiri. Acesta a venit în Mystic Falls pentru a se răzbuna pe Damon Salvatore pentru că i-a ucis soția Isobel, dar Alaric se îndrăgostește de Jenna. După ce Jenna este omorâtă, acesta devine tutorele Elenei.
Joseph Morgan se alătură distribuției la sfârșitul sezonului 2 ca invitat special, iar în sezonul 3 devine membru regulat. Acesta îl interpretează pe maleficul vampir, Niklaus Mikaelson, unul dintre primii vampiri originali. Care descoperă că sângele Elenei e singurul care îl poate ajuta să transforme vârcolaci în hibrizi.

## Producție
Inițial, Kevin Williamson nu a avut niciun interes în dezvoltarea acestui proiect, privindu-l doar ca pe "un alt serial despre vampiri". Însă la insistențele lui Julie Plec a început să citească romanele și a devenit brusc interesat de intriga lor.
„Am început să realizez că era povestea unui mic orășel de provincie din Virginia, care ascunde o mulțime de secrete”. Wiliamson a declarat că istoria orașului este focusul principal în poveste, mai important decât liceul și ce se petrece acolo.
Pe 6 februarie 2009 revista Variety a anunțat că filmările au început la episodul-pilot, avându-i pe Williamson și Plec ca scenariști, dar și ca producători executivi.
Episodul-pilot a fost filmat în Vancouver, British Columbia, dar restul episoadelor au fost filmate în Covington, Georgia. Au filmat în Georgia mai mult din cauza taxelor locale foarte mici.
Pe 16 februarie 2010, postul CW a anunțat că a reînnoit contractul pentru sezonul 2 care a debutat în State pe 9 septembrie 2010. Pe 26 aprilie 2011 s-a reînnoit contractul pentru sezonul 3 care a avut premiera pe 15 septembrie 2011.

## Păreri generale
Premiera primului sezon a avut cel mai mare rating și cei mai mulți telespectatori, 4,91 milioane.
Criticii de film au dat recenzii favorabile, în care spuneau că serialul se îmbunătățește cu fiecare episod.
Karla Peterson de la The San Diego Union-Tribune a spus despre Jurnalele Vampirilor că: 
„Este o producție de primă clasă, cu o distribuție de excepție, cu un scenariu genial, căruia greu îi reziști să nu te uiți.”
Mike Hale de la The New York Times a dat serialului mențiuni onorabile, în lista sa, privind cele mai bine cotate seriale din 2009.